# Paddy Mayne
Robert Blair "Paddy" Mayne,, född 11 januari 1915 i Newtownards, död 14 december 1955, var en brittisk militär, överstelöjtnant vid Special Air Service (SAS). 

## Biografi
Mayne, som före andra världskriget spelade i det irländska rugbylaget, ingick i SAS från dess grundande 1941. Han efterträdde David Stirling som chef för SAS när denne tillfångatagits av tyskarna i januari 1943. Mayne deltog i striderna i Mellanöstern, ökenkriget, Sicilien och i fälttåget i Västeuropa. Ofta i samarbete med lokal motståndsrörelse, långt inne på fiendenkontrollerat område.
Vid krigets slut krediterades han personligen för att ha förstört 130 fientliga flygplan på marken.  och var en av den brittiska arméns mest dekorerade soldater. Fyra gånger fick han Distinguished Service Order, men aldrig Viktoriakorset, trots rekommendation av fältmarskalk Montgomery. Efter kriget tilldelades han av den franska regeringen som förste utlänning både Hederslegionen och Croix de Guerre som tack för sina insatser för Frankrikes befrielse.
Mayne omkom i en bilolycka nära hemstaden Newtownards i grevskapet Down i Nordirland 14 december 1955.